# Frank Malina
Frank Joseph Malina (2 de outubro de 1912 – 9 de novembro de 1981), natural de Brenham, foi um engenheiro aeronáutico e pintor norte-americano, conhecido como pioneiro nessas duas áreas.[carece de fontes?]

## Histórico profissional
Em 1934, ele se formou como engenheiro mecânico na Texas A&M University. Em 1935, já como estudante no Instituto de Tecnologia da Califórnia (Caltech), convenceu seu professor, Theodore von Kármán, a deixar que ele se aprofundasse nos estudos de foguetes e propulsão. Ele e mais 5 colegas (incluindo Jack Parsons), criaram um grupo de pesquisa que acabou conhecido como "Esquadrão Suicida" devido aos seus experimentos (e falhas). Em 1942, von Kármán, Malina e três outros estudantes, formaram a Aerojet.
Ao final de 1945, os foguetes de Malina suplantaram os limites do campo de Arroyo Seco, e seus testes foram transferidos para o White Sands Missile Range no Novo México. Lá o projeto do foguete de sondagem chamado WAC Corporal teve sucesso, sendo o primeiro foguete americano a quebrar a barreira oficial do espaço (100 km de altitude).

## Ligações Externas
- «Malina, Frank Joseph». American National Biography
- 'Frank Malina On Line Archive'
- Biography
- Frank Malina timeline
- Leonardo Journal
- JPL history
- MG Lord (2005). Astro Turf: The Private Life of Rocket Science. [S.l.]: Walker & Company. ISBN 0-8027-1427-7 Inclui um relatório detalhado sobre a vida de Molina depois da JPL, por um estudante que teve acesso a sua ficha no FBI
- "Propulsion" –– The documentary, Huffington Post